# الدوري البرازيلي الدرجة الثالثة 2005
الدوري البرازيلي الدرجة الثالثة 2005 هو الموسم 16 من الدوري البرازيلي الدرجة الثالثة. أقيم خلال الفترة 31 يوليو 2005 وحتى 20 نوفمبر 2005، وأشرف على تنظيمه اتحاد البرازيل لكرة القدم، وكان عدد الأندية المشاركة فيه 63، وفاز فيه نادي ريمو.